# 안효주
안효주(安孝柱, 1987년 11월 25일~)는 대한민국의 필드하키 선수이다. 현재 소속은 인천광역시체육회이다.